# Стоун, Ирвинг
Ирвинг Стоун (англ. Irving Stone, настоящая фамилия Тенненбаум англ. Tennenbaum, 14 июля 1903 — 26 августа 1989) — американский писатель, драматург и сценарист, один из основоположников биографического романа. Всего Ирвинг Стоун написал двадцать пять романов о жизни великих людей.

## Биография
Ирвинг Стоун родился 14 июля 1903 года в Сан-Франциско (США) в еврейской семье. Его родители — Чарльз и Полина (ур. Розенберг) Тенненбаум, эмигранты. О себе писал: «Я — буржуа. Мои родители держали магазин». Молодому Ирвингу приходилось подрабатывать: продавать газеты, развозить овощи, служить рассыльным.
- 1924 — окончил Калифорнийский университет, получив степень бакалавра и в этом же году начал преподавать экономику в Университете Южной Калифорнии. Был первым выпускником, который получил право преподавать сразу после получения степени бакалавра.
- 1926 — путешествовал в Европу, в частности в Париж.
- 1926 — переехал в Нью-Йорк, где в течение шести-семи лет писал пьесы для театра. Всего за этот период им было написано восемнадцать пьес, две из которых были поставлены на Бродвее, но успеха не получили.
- 11 февраля 1934 — женился на Джин Фактор, которая становится его помощницей в работе над романами.
- 7 января 1957 — выступил в Библиотеке Конгресса США с лекцией, в которой описал цели и методы изучения материала, принципы отбора документов и их анализа. Это выступление часто называют «Оксфордской лекцией». Выступление переведено на русский язык и издано под названием «Биографическая повесть».
- 1959 — стал членом Общества западных писателей Америки[англ.].
- 1959 — занял должность художественного критика в газете «Лос-Анджелес миррор», воскресном приложении газеты Los Angeles Times.
- 1960 — получил почётную степень доктора литературы и доктора права в университете Северной Калифорнии[уточнить].

Большую часть жизни семья Стоун провела в Беверли-Хиллз в Лос-Анджелесе. Дети Стоуна — дочь Пола и сын Кеннет.
Умер 26 августа 1989 года.

## Деятельность
Ирвинга Стоуна называют мастером биографического жанра.
Он был основателем и членом большого числа литературных, научных ветеранских обществ, в том числе:
- президентом Гильдии калифорнийских писателей,
- вице-президентом Фонда им Ю. Дебса,
- почётным членом Ассоциации коллег по Берклийскому университету,
- соучредителем Академии американских поэтов,
- членом Общества западных писателей Америки, Академии политических наук, Общества американских историков и пр.

Стоун регулярно избирался членом попечительских советов ряда калифорнийских учебных заведений, а также оказывал помощь молодым писателям, пишущим биографические произведения.
Основал ежегодную литературную премию Ирвинга и Джин Стоун, вручаемую за лучшую биографическую или историческую повесть.
В одном из интервью Ирвинг Стоун рассказывал о своей работе так:
Встаю каждое утро в одно и то же время, к половине девятого стараюсь сесть за стол, работаю без перерыва до половины первого или до часа дня. Затем съедаю сэндвич с сыром, выпиваю чашку чая и на протяжении часа занимаюсь физическим трудом. После этого возвращаюсь к письменному столу, работаю до шести вечера. Я не верю во вдохновение. Верю только в то, что ты работаешь и не думаешь больше ни о чём. Ты пишешь и пишешь, и в конце концов получится что-то хорошее.

## Награды
- 1962 — награждён шпорами Общества западных писателей Америки
- 1962 — награждён итальянским орденом «За заслуги»
- 1968 — награждён премией «Золотой трофей» Общества американских женщин

## Высказывания
- «Биограф должен быть борцом, чтобы воссоздать подлинный облик своего героя».
- «Для автора биографической повести история не гора, а река. Даже тогда, когда уже нет возможности отыскать новые факты, существует новое, свежее восприятие, более современная интерпретация, которая озаряет старую историю новым светом и придаёт ей новый смысл».
- «Милосердие — не кость, брошенная собаке. Милосердие — кость, которую ты разделил с ней, потому что сам голоден не меньше собаки», — слова Джека Лондона из книги «Моряк в седле».
- «Я знаю, что сразу же умру, если перестану работать», — слова Чарлза Дарвина из книги «Происхождение».
- «Противник, который борется против вас наиболее яростно, больше всех убеждён в вашей правоте», - из книги «Страсти ума, или Жизнь Фрейда»

## Фильмография
- 1941 — Arkansas Judge — (по одноимённой новелле Ирвинга Стоуна).
- 1946 — Magnificent Doll — (по одноимённой новелле Ирвинга Стоуна. Здесь Стоун выступил как сценарист фильма).
- 1953 — Первая леди / The President's Lady — (киноновелла «The President’s Lady» по книге Ирвинга Стоуна «Первая леди, или Рейчел и Эндрю Джексон»).
- 1955 — General Electric Theater — (сценарист двух серий в телесериале «General Electric Theater»).
- 1956 — Lust for Life — (киноновелла «Жажда жизни»/«Lust for Life» по одноимённой книге Ирвинга Стоуна).
- 1965 — The Agony and the Ecstasy — (киноновелла «Муки и радости»/«The Agony and the Ecstasy» по одноимённой книге Ирвинга Стоуна).

## Интересные факты
- По признанию самого Стоуна, он сам стал писателем благодаря роману Джека Лондона «Мартин Иден».
- Роман «Жажда жизни» о жизни Винсента ван Гога был отвергнут семнадцатью издателями, прежде чем был опубликован в 1934 году.
- В романе «Неистовый странник» (дословный перевод названия романа «Противник в доме») Стоун изображает жену Юджина Дебса — Кейт Дебс — настолько враждебной к социалистическим идеям мужа, что это отразилось в названии романа. Кейт Дебс считала, что деятельность её мужа угрожает статусу их семьи и противоречит её пониманию респектабельности, соответствующей среднему классу, к которому она себя и свою семью причисляла.